# اتهام كاذب
الاتهام الكاذب هو ادعاء أو ازعام بفعل خاطئ اما يكون غير حقيقي و/أو لا يدعمه الحقائق. يعرف الالتهام الكاذب أيضًا اتهامات ليس لها أساس من الصحة أو الاتهامات الباطلة أو الادعاءات الكاذبة أو المزاعم الباطلة. يمكن أن تحدث في أي من السياقات التالية:
- بشكل غير رسمي في الحياه اليومية.
- شبة قضائيًا
- قضائيًا

## الأنواع
عندما لا تتوفر أدلة داعمة كافية لتحديد ما إذا كان الاتهام صحيحًا أو خطأ، يتم وصفه بأنه «غير مدعوم بالأدلة» أو «لا أساس له من الصحة». يمكن تقسيم الاتهامات التي ثبت أنها خاطئة على أساس الأدلة المؤيدة إلى ثلاث فئات:
- إدعاء كاذب تمامًا، حيث ان الادعاءات المزعومة لم تحدث.
- إدعاء يصف أحداث حدثت بالفعل، لكن لم يرتكبها الشخص المتهم، الشخص المتهم يكون برئ.
- إدعاء يكون خاطئ، لأنه يمزج أحداث حقيقية مع أفعال لم تحدث.

يمكن أن يحدث ادعاء كاذب نتيجة الكذب عمدًا من جانب المتهم ، أو عن غير قصد، نتيجة حدوث تشابك، إما ينشأ تلقائيًا بسبب مرض عقلي أو ناتج عن استفسارات موحية متعمدة أو عرضية أو تقنيات إجراء المقابلات الخاطئة. في عام 1997، اقترح الباحثان بول وليندساي أنه ينبغي تطبيق مسميات منفصلة على المفهومين، واقترح استخدام مصطلح «الادعاءات الكاذبة» على وجه التحديد عندما يدرك المتهم أنه يكذب، و «شكوك كاذبة» على نطاق واسع من اتهامات كاذبة قد يكون فيها استجواب موحية قد تُورط.
عندما يشتبه في ارتكاب شخص لمخالفات يكون مسؤولاً عنها في الواقع، «قد يتم استخدام اتهام كاذب لتحويل الانتباه عن ذنب الشخص». كما يمكن أن ينشأ الاتهام الكاذب جزئيًا عن سلوك المتهم، خاصةً عندما يكون المتهم متورطًا في سلوكيات تتفق مع ارتكاب أي مخالفات مشتبه بها، إما بغير وعي أو لأغراض الظهور بالذنب.
بالإضافة إلى ذلك، بمجرد توجيه اتهام كاذب - لا سيما اتهامًا عاطفيًا - قد يتم تفسير الاستجابات الإنسانية العاطفية الطبيعية للمتهمين زوراً (مثل الخوف أو الغضب أو إنكار الاتهام) كدليل على الإدانة.

## الاغتصاب
الاتهام الكاذب بالاغتصاب هو الإبلاغ المتعمد عن الاغتصاب حيث لم يحدث أي اغتصاب. من الصعب تقييم مدى انتشار الاتهامات الكاذبة لأنها غالباً ما تختلط بقضايا غير محاكم عليها تحت اسم «لا أساس لها» ومع ذلك، في الولايات المتحدة، ذكر FBI Uniform Crime Report في عام 1996 ووزارة العدل في الولايات المتحدة في عام 1997 أن 8٪ من اتهامات الاغتصاب في الولايات المتحدة كانت تعتبر لا أساس لها من الصحة أو كاذبة أبلغت دراسات في بلدان أخرى عن معدلاتها الخاصة في أي مكان من 1.5 ٪ (الدنمارك) إلى 10 ٪ (كندا). [12] نظرًا لاختلاف تعريفات «الاتهام الخاطئ»، تظل النسبة الحقيقية غير معروفة

## الاعتداء على الأطفال
الادعاء الخاطئ بالإساءة الجنسية للأطفال هو اتهام بأن الشخص ارتكب واحدًا أو أكثر من أفعال الاعتداء الجنسي على الأطفال عندما لم يكن هناك في الواقع ارتكاب اعتداء من قبل الشخص المتهم كما زُعم. يمكن توجيه مثل هذه الاتهامات من قبل الضحية أو شخص آخر نيابة عن الضحية المزعومة. تشير دراسات ادعاءات إساءة معاملة الأطفال إلى أن المعدل الإجمالي لاتهام كاذب هو أقل من 10٪، على النحو التقريبي استنادا إلى دراسات متعددة. وأظهرت الدراسات أنه من بين الادعاءات التي ثبت أنها خاطئة، فإن جزءاً صغيراً فقط هو الأصل. نشأت معظم الادعاءات الخاطئة عن شخص بالغ يوجه الاتهامات نيابة عن طفل، وتحدث معظمهم في سياق معارك الطلاق وحضانة الأطفال.

## التنمر في العمل
تشير الأبحاث التي أجراها معهد التنمر في مكان العمل إلى أن «اتهام شخص زائفًا بـ» أخطاء «لم يرتكبها فعليًا» هو الأكثر شيوعًا بين جميع تكتيكات التنمر التي تمت تجربتها، في 71 بالمائة من الحالات.

## المضايقات في مكان العمل
يمكن اعتبار المضايقات في مكان العمل بمثابة «فيروس» أو «سرطان» ينتشر في جميع أنحاء مكان العمل عبر القيل والقال والشائعات والاتهامات التي لا أساس لها.

## متلازمة مانشهاوزن للمفوض
تم إثبات أن تشخيص متلازمة مونشاوزن بالوكالة، والذي يلحق الضرر بشخص آخر من أجل لفت الانتباه إلى نفسه، غالبًا ما يكون خاطئًا أو مشكوكًا فيه إلى حد كبير.

## المطاردة
في عام 1999، كتب باث ومولين وبورسيل أن الاهتمام الشعبي بالمطاردة كان يروج لمزاعم كاذبة. في عام 2004، قال شيريدان وبلاو إنهم قدروا أن 11.5٪ من الادعاءات في عينة من 357 بلاغ عن مزاعم المطاردة كانت مزيفة.

## الغضب النرجسي
الغضب من قبل نرجسي مجه نحو الشخص الذي يشعرون أنه قد أهانهم. هذا الغضب يضعف إدراكهم، وبالتالي يضعف حكمهم. أثناء الغضب، هم عرضة للصراخ وتشويه الحقائق واتهامات لا أساس لها.

## الإسقاط النفسي
يمكن استخدام الإسقاط النفسي كوسيلة للحصول على أو تبرير بعض الإجراءات التي عادة ما تكون فظيعة أو بشعة. هذا يعني في كثير من الأحيان إسقاط الاتهامات الزائفة، والمعلومات، وما إلى ذلك، على الفرد لغرض وحيد هو الحفاظ على وهم مخلوق ذاتيًا.